# Додд, Крис
Крис Додд (англ. Chris Dodd; полное имя Кри́стофер Джон Додд, англ. Christopher John Dodd; род. 27 мая 1944) — американский политик, сенатор США от штата Коннектикут с 1981 по 2011 год, председатель банковского комитета.
Родился в семье ирландского происхождения, сын бывшего сенатора от Коннектикута Томаса Додда.
Член демократической партии. Свободно владеет испанским языком.
В 1975—1981 годах член Палаты представителей США.
Кандидат на пост президента США в 2008 году.
В январе 2010 года Додд объявил, что не будет баллотироваться ещё на один срок на выборах в Сенат 2010 года. Место Додда занял победивший на выборах Ричард Блументал. 1 марта 2011 года Американская ассоциация кинокомпаний объявила, что Додд возглавит эту организацию с 17 марта 2011 года, дня Святого Патрика.

## Награды
- Президентская гражданская медаль[англ.] (2 января 2025)[6]